# Bahnhof Berlin Südkreuz
Der Bahnhof Berlin Südkreuz ist ein Turmbahnhof der DB InfraGO am Kreuzungspunkt von Berliner Ringbahn und Anhalter Bahn bzw. Anhalter Vorortbahn sowie Dresdener Bahn. Die bis 2006 Bahnhof Papestraße genannte Station im Berliner Ortsteil Schöneberg ist ein Umsteigepunkt zwischen Personenfern- (ICE, IC/EC, EuroNight) und Nahverkehr sowie S-Bahn. Auf der West- und der Ostseite des Bahnhofs befinden sich Haltestellen mehrerer Linien des innerstädtischen Busverkehrs der BVG, weiterhin halten Fernbuslinien am Bahnhof. Der Bahnhof wird täglich von etwa 179.000 Reisenden und Besuchern genutzt, womit er an fünfter Stelle der meistfrequentierten Bahnhöfe in Berlin steht (Stand: 2019).
Der Kreuzungsbahnhof mit zehn Bahnsteiggleisen gehört zu den 21 Bahnhöfen der höchsten Preisklasse 1 von DB Station&Service.
Im Zuge des 1991 beschlossenen „Pilzkonzepts“ für das Berliner Fern- und Regionalbahnnetz wurde der alte Bahnhof Papestraße ab 2003 grundlegend umgebaut. Mit der Inbetriebnahme am 27. Mai 2006 erhielt er den Namen Südkreuz.

## Aufbau
Der Bahnhof Südkreuz ist von jeher ein Turmbahnhof. Auf der oberen Ebene verläuft in Südost-Nordwest-Richtung die Ringbahn, deren S-Bahnlinien an einem von der Ringbahnhalle überdachten Mittelbahnsteig halten. Auf der unteren Ebene verläuft in Nord-Süd-Richtung die Nord-Süd-Fernbahn, die als Anhalter Bahn in Richtung Halle (Saale) und Leipzig sowie als Dresdener Bahn in Richtung Dresden weiterführt. Hier stehen für den Fern- und Regionalverkehr drei Mittelbahnsteige zur Verfügung, für den S-Bahn-Verkehr einer. Alle Bahnsteige sind über Aufzüge barrierefrei erreichbar.
Zwei Gütergleise der Ringbahn führen ohne Bahnsteig unmittelbar südlich an der Ringbahnhalle vorbei.
Der dritte Fernbahnsteig wurde zunächst nur im Rohbau fertiggestellt und sollte ursprünglich erst mit Wiederinbetriebnahme der Fernbahngleise der Dresdener Bahn auf Berliner Stadtgebiet nach 2010 zur Verfügung stehen. Nach einer Reihe von Betriebsstörungen als Folge des Orkans Kyrill fiel Anfang 2007 die Entscheidung, den Bahnsteig bis Ende 2007 auszubauen und in Betrieb zu nehmen, um zusätzliche nutzbare Kapazitäten zu schaffen.
Die drei Fernbahnsteige weisen eine Länge von 405 Metern auf, der parallel liegende S-Bahn-Bahnsteig ist 152 Meter lang.
Beide S-Bahnsteige sind als zwei von 20 sogenannten Stammbahnhöfen der Berliner S-Bahn mit einer örtlichen Aufsicht besetzt.

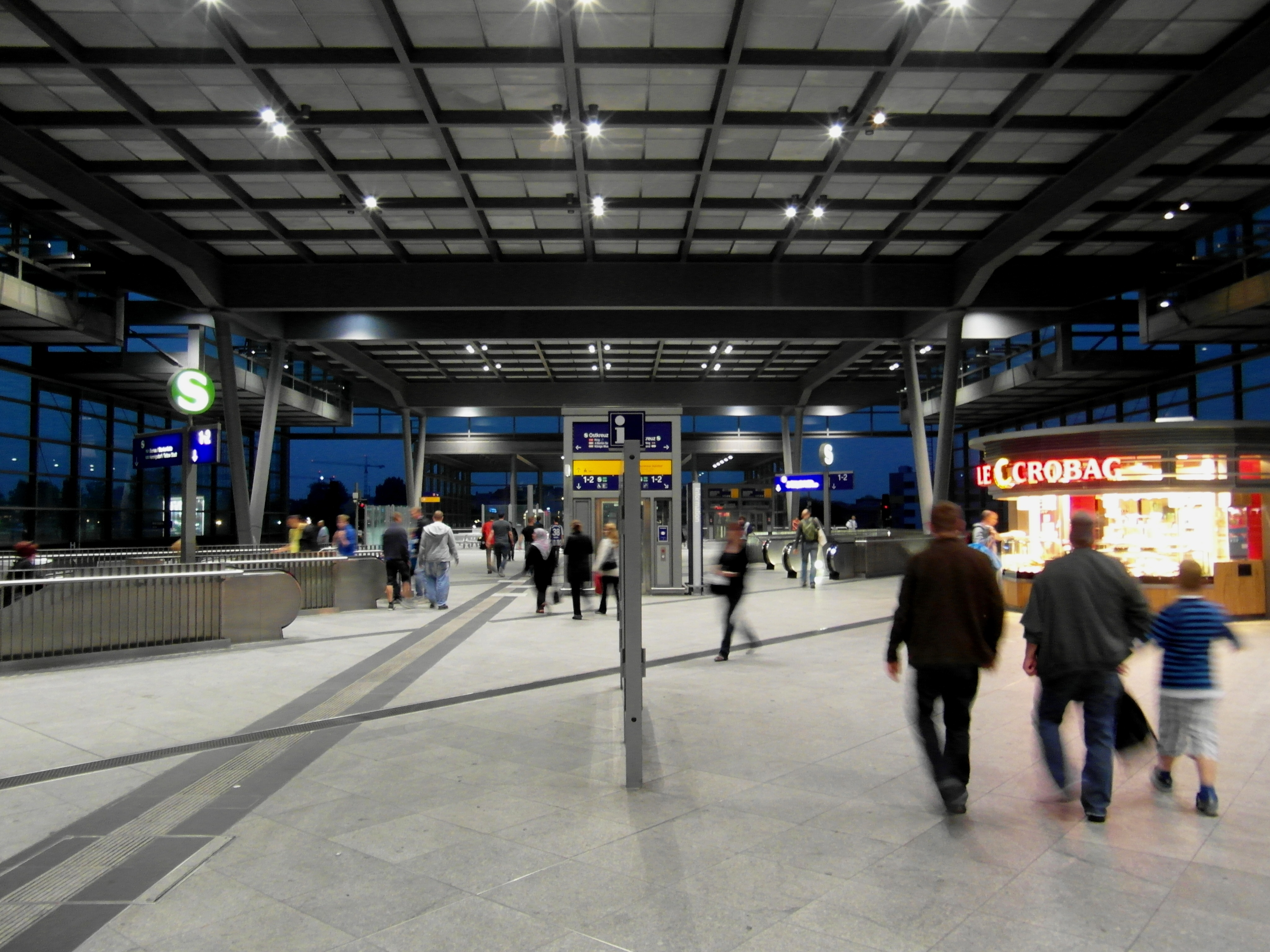
Ringbahnhalle

Die Ringbahnhalle ist 183 Meter lang und 47 Meter breit. Sie besteht aus 24.900 Kubikmeter Beton, 2400 Tonnen Stahl und 3700 Quadratmeter Glasfläche. Östlich und westlich schließen sich je 2000 Quadratmeter große Eingangshallen an, die verschiedene Geschäfte beherbergen. Der Bahnhof wurde für 115 Millionen Euro errichtet.
In einem Parkhaus unmittelbar am Bahnhof stehen 202 Parkplätze auf einem Parkdeck mit Zufahrt von der Südseite zur Verfügung. Zur weiteren Aufstockung sucht die Deutsche Bahn einen Investor. Nördlich der Ringbahnhalle ist ein weiteres Parkdeck entstanden, aber noch ohne Zufahrten. Aufgrund der verkehrsgünstigen Lage, unter anderem durch die Nähe zum Autobahnkreuz Schöneberg, wurden Parkhäuser mit einer Kapazität von rund 2500 Stellplätzen vorgesehen.

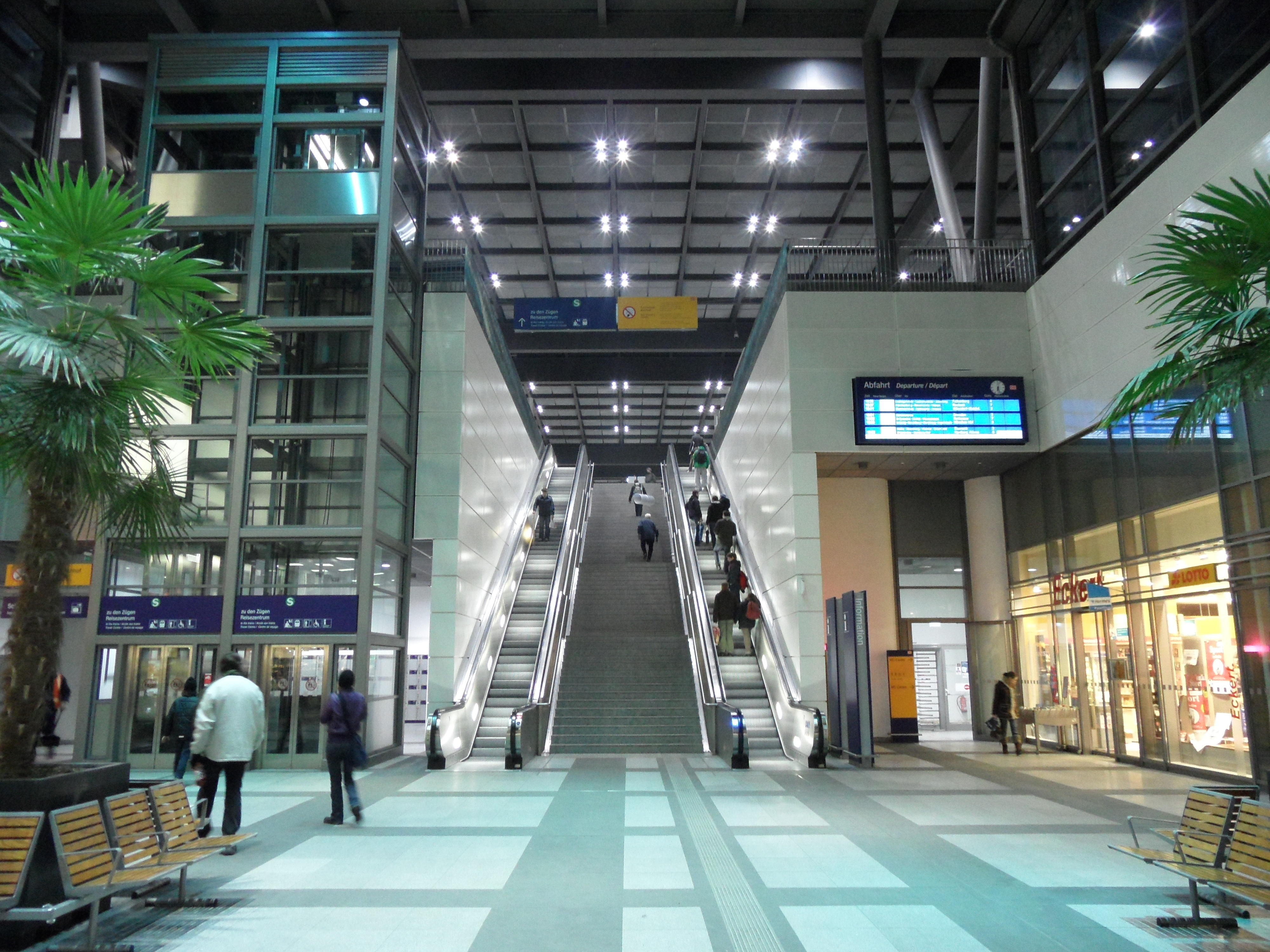
Östliche Eingangshalle

Ursprünglich wurde Berlin Südkreuz im Betriebsstellenverzeichnis als Berlin Papestraße mit der Abkürzung BPAP und den Varianten BPAPR (Ringbahn) sowie BPAPV (Vorortbahn) geführt. Derzeit finden sich die Bezeichnungen BPAF (Berlin Papestraße Fernbahnhof), BSKR für (Berlin Südkreuz Ringbahn) bzw. BSKV (Berlin Südkreuz Vorortbahn) für den unteren S-Bahnsteig.

## „Zukunftsbahnhof Südkreuz“
Der Bahnhof ist einer von 16 so genannten „Zukunftsbahnhöfen“ der Deutschen Bahn, in dem Neuerungen erprobt werden. Erprobt werden dabei neue Mobilitäts-, Informations- und Energiekonzepte. Im Mittelpunkt stehe „ein neues Verständnis des Bahnhofs als Drehscheibe für nachhaltige Mobilität, als intelligenter Wegweiser sowie als grünes Energiezentrum in der Stadt von morgen.“ Die Station ist hierbei auch eines von 30 Projekten im Internationalen Schaufenster Elektromobilität Berlin-Brandenburg, das vom Bundesministerium für Verkehr und digitale Infrastruktur gefördert wurde.
Auf dem Dach des Bahnhofs wurde Anfang Mai 2014 eine Windkraftanlage montiert, um künftig Strom für die Aufladung von Elektroautos und Elektrofahrrädern zu erzeugen. Somit war dies die erste Windkraftanlage auf einem Bahnhofsdach in Deutschland. Im Sommer des gleichen Jahres folgte eine dem Sonnenlauf nachgeführte Photovoltaikanlage mit 53 m² Modulfläche und einem Jahresertrag von 8000 kWh. Ein Micro Smart Grid übernimmt die Zwischenspeicherung der erzeugten Energie und Verteilung an Ladepunkte für Elektroautos und Elektrofahrräder sowie an ein induktives Ladesystem für einen Elektrobus der BVG.
Zur Erprobung neuer Fahrgastinformationssysteme wurden Ende Oktober 2014 auf den Bahnsteigen 3/4 drei elektronische Wagenstandanzeiger installiert, die die Wagenreihung und ergänzende Informationen in Echtzeit anzeigen und neben Fern- auch Regionalzüge darstellen. Weiterhin weisen sogenannte „Mobilitäts-Monitore“ an den Bahnsteigzugängen auf weitere Mobilitätsangebote am Bahnhof hin, wie z. B. Fern- und Stadtbusse mit deren Ist-Abfahrtszeiten sowie Lage und Verfügbarkeit von Carsharing-Plätzen und Miet-Fahrrädern.

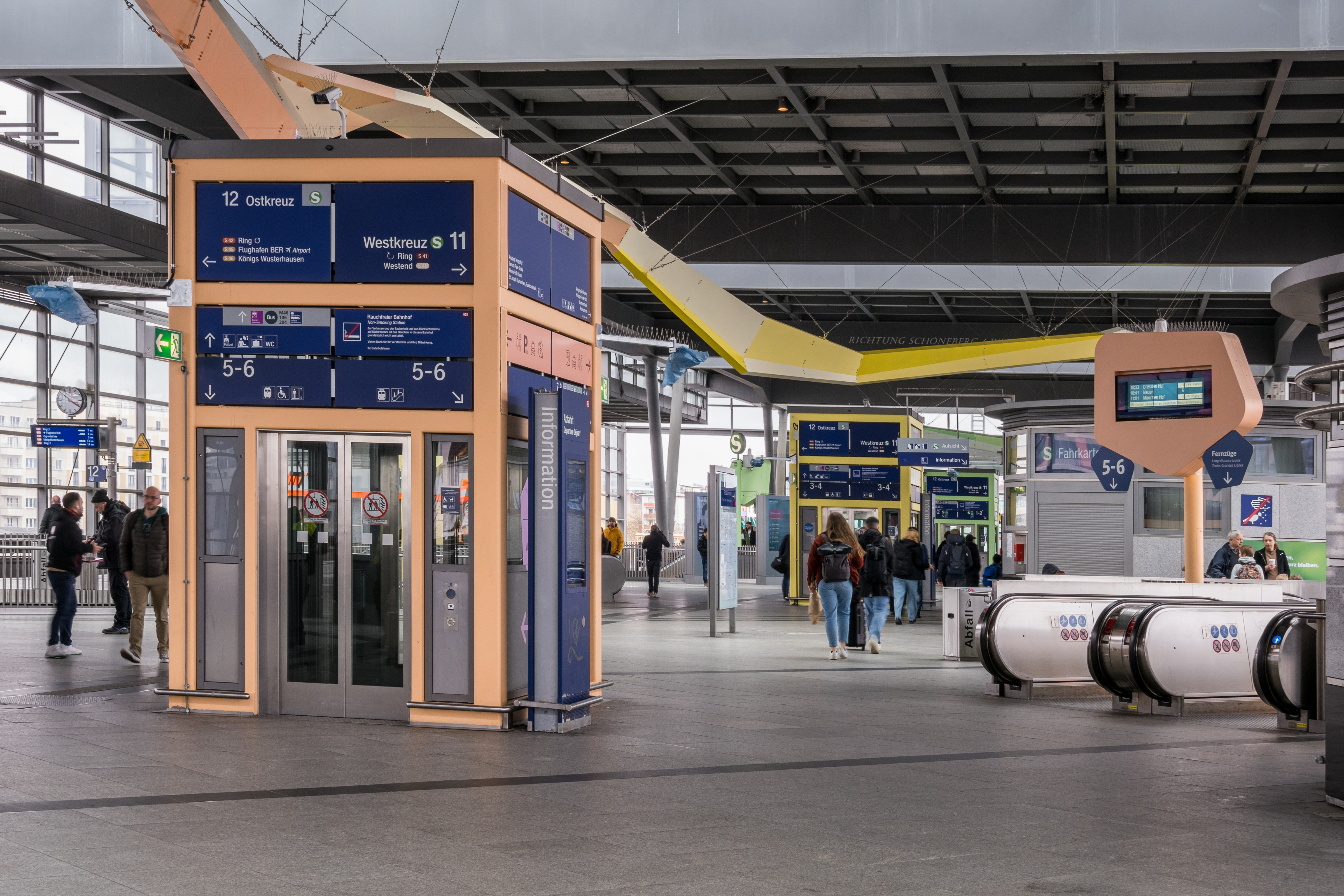
Verschiedenfarbige Lifte in der Ringbahnhalle

Im Frühjahr 2020 wurde ein Farbkonzept umgesetzt, das die Orientierung der Fahrgäste erleichtern soll. Hierbei erhielten die vier unten liegenden Bahnsteige jeweils eine Kennfarbe (gelb, grün, rosa und orange in Pastelltönen), die sich an Wänden, Aufzügen und Säulen sowie bereits in der Ringbahnhalle wiederfinden. Ergänzt wird das Konzept durch zusätzlich angebrachte Piktogramme.
Ab dem Frühjahr 2022 war der Test einer dynamischen Leuchtanzeige aus speziellen Betonbodenplatten mit Leuchtmitteln auf Gleis 1 geplant. Über die dynamische Bodenanzeige sollte u. a. der Belegungsgrad und die Auslastung der einzelnen Waggons angezeigt werden, aber zunächst nur die Einfahrt und der Einstieg. Die nötigen Informationen für die Bodenleuchtelemente wurden mittels eines vor dem Bahnhof stationierten Lichtsensorensystems ermittelt, das erkannte, wie lang ein Zug war und wie viele Personen sich wo und in den einzelnen Waggons befanden. Im Juni 2023 musste der Einsatz der „leuchtenden Bahnsteigkante“ aufgrund von Sicherheitsbedenken des Eisenbahn-Bundesamtes eingestellt werden.

## Geschichte

### Bahnhof Papestraße

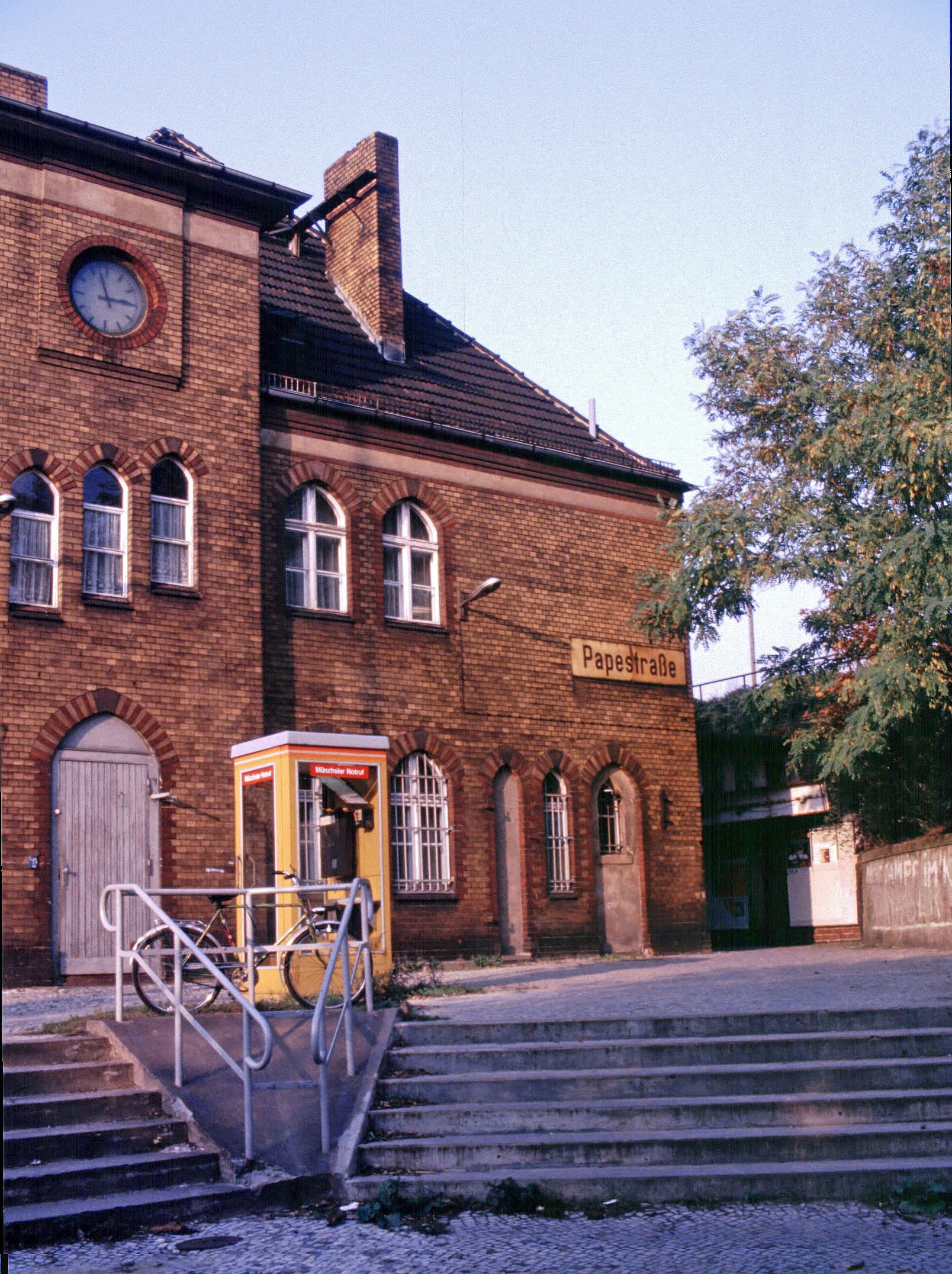
Altes Bahnhofsgebäude mit dem heute noch stehenden Uhrturm, September 1983

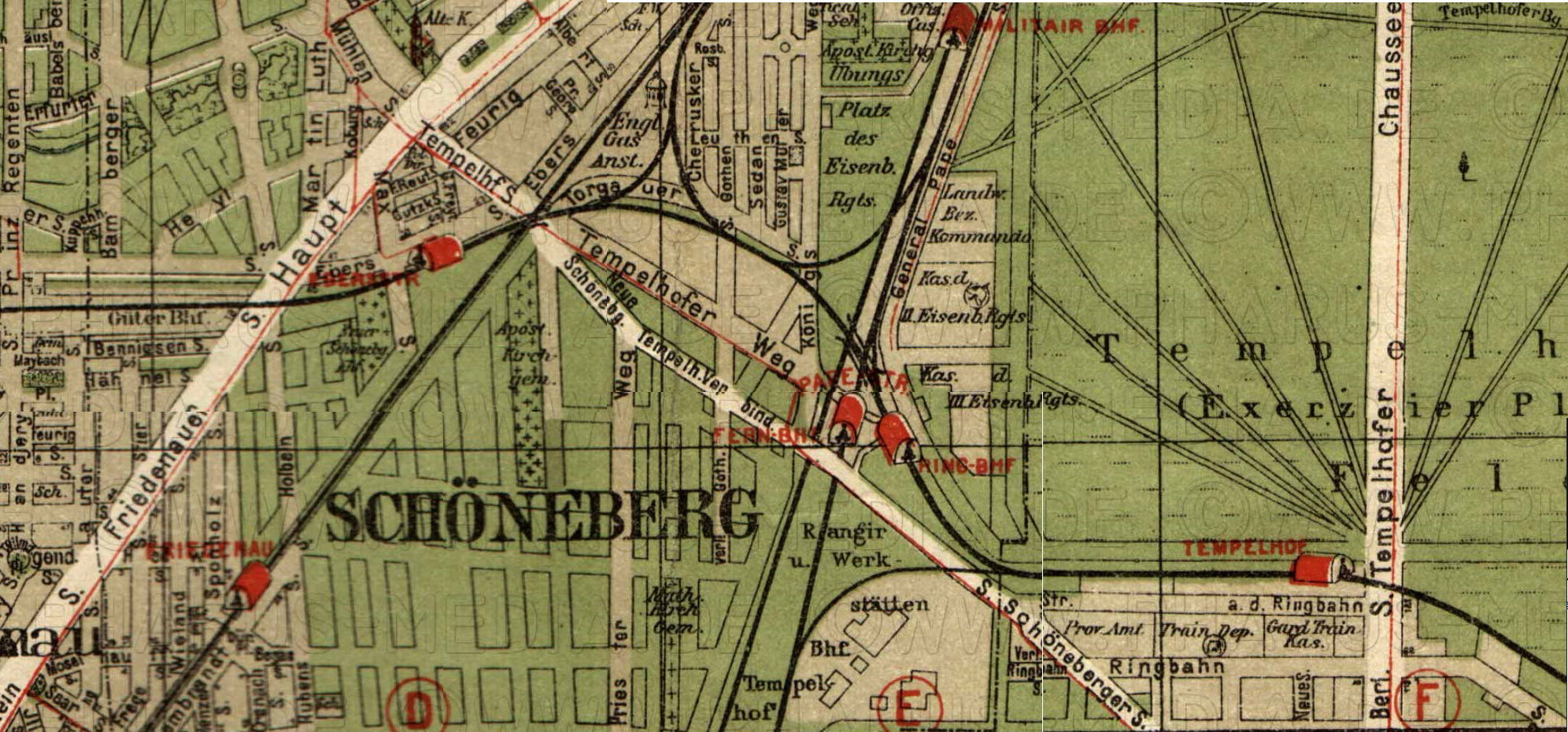
Bahnhöfe Papestraße auf einer Karte von 1903

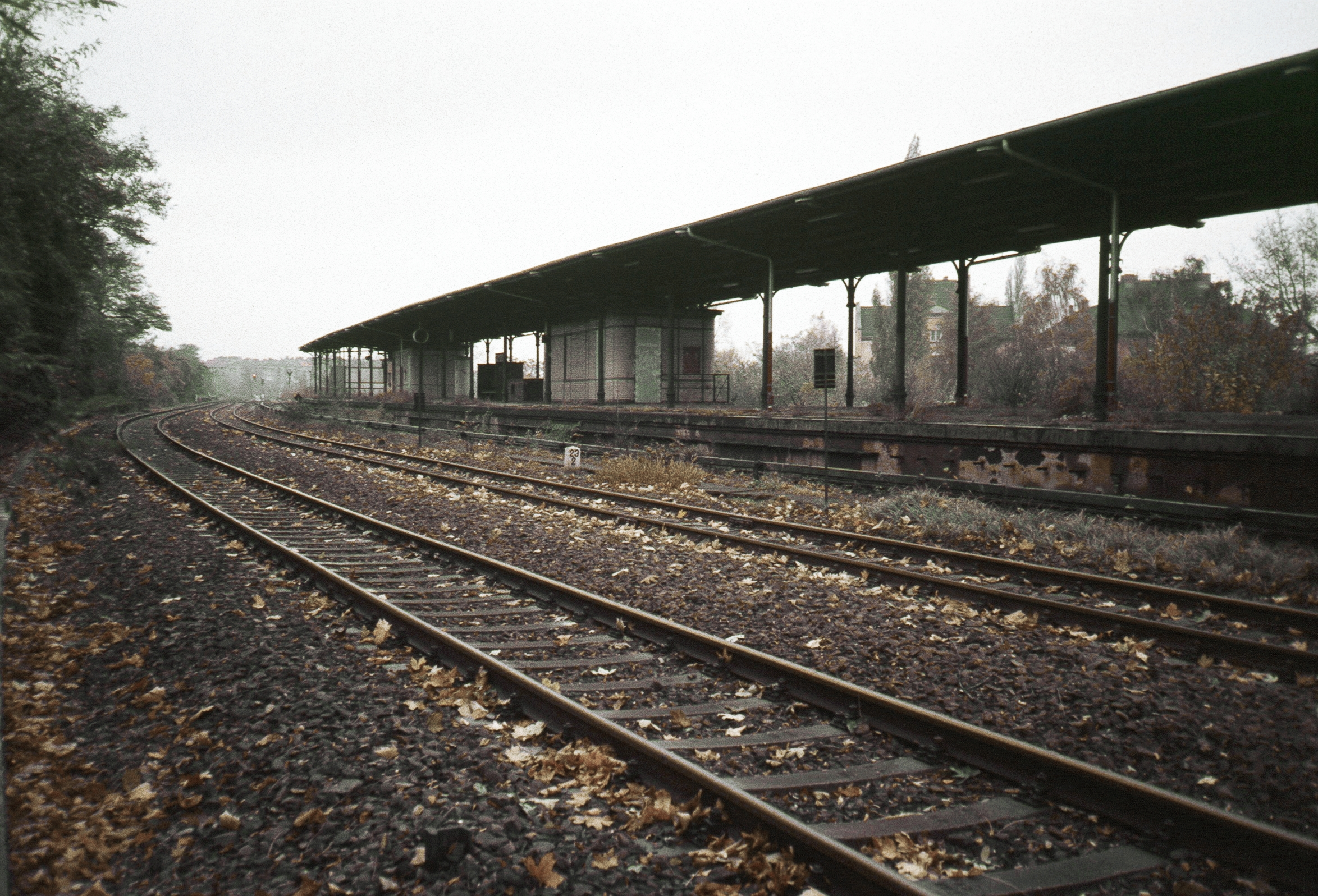
Stillgelegter Ringbahnsteig Papestraße, im Vordergrund die Gütergleise, 1986

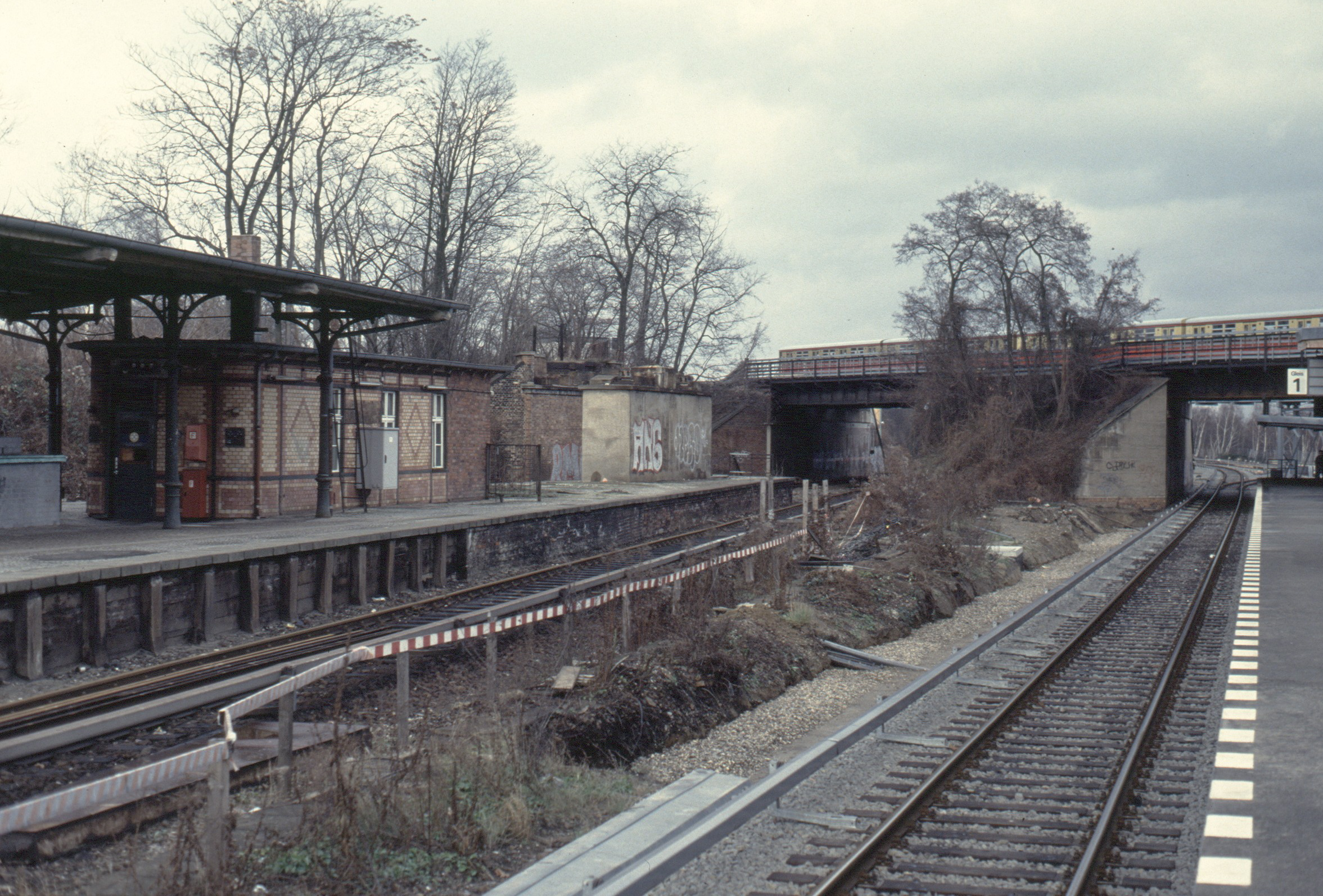
Wieder in Betrieb genommene Ringbahn und stillgelegter S-Bahnsteig der Anhalter Bahn, 17. Dezember 1993

Als auf den Strecken der Anhalter Bahn und der Dresdener Bahn neben dem Fernverkehr auch ein Vorortverkehr betrieben werden sollte, ergab sich an der Kreuzung mit der Ringbahn der Bedarf an einem Umsteigebahnhof. Dessen Bau wurde im Jahr 1898 nahe der nach dem preußischen General Alexander von Pape benannten General-Pape-Straße begonnen. Beim Bau wurde das alte Kreuzungsbauwerk aus dem Jahr 1874 ersetzt.
Das Empfangsgebäude des Bahnhofs wurde im südlichen spitzen Kreuzungswinkel zwischen den Ringbahngleisen und den Fernbahngleisen errichtet. Das nach Plänen von Karl Cornelius und Waldemar Suadicani gebaute Gebäude wurde 1901 fertig.
Der Bahnsteig der Ringbahn wurde am 1. Januar 1901 und derjenige für die Züge der Vorortbahn am 1. Dezember des gleichen Jahres eröffnet. Beides waren gegeneinander versetzte Mittelbahnsteige, die über relativ lange Tunnel und Treppen verbunden waren, die durch das Empfangsgebäude mit seinem Uhrenturm führten. Dort war auch der Zugang zur Suadicanistraße nach Süden zum Sachsendamm. Der nördliche Zugang ging direkt durch den Bahndamm in Richtung Werner-Voß-Damm beziehungsweise General-Pape-Straße.
Nach dem Reichsbahnerstreik 1980 ruhte der S-Bahn-Betrieb auf dem Ringbahnteil des Bahnhofs Papestraße. Ab 17. Dezember 1993 wurde der Betrieb wieder aufgenommen.

### Neubau als Bahnhof Südkreuz

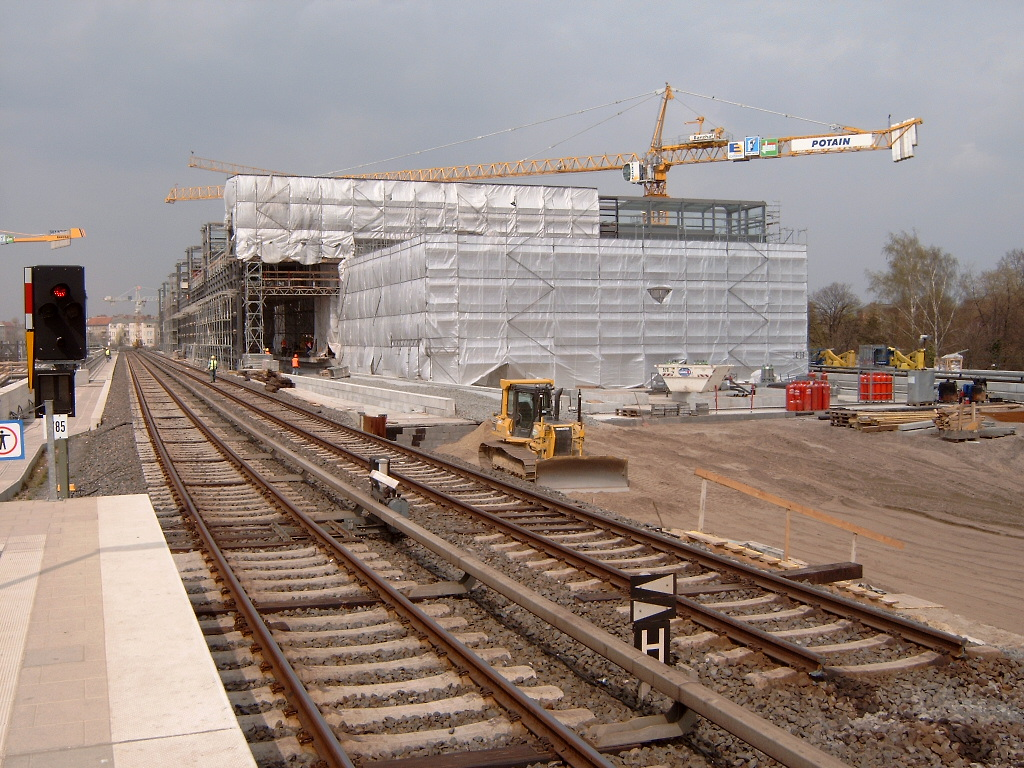
Ringbahnhalle aus Osten gesehen, April 2005

Im Pilzkonzept zur Neuordnung des Berliner Fernverkehrs der Deutschen Bahn nach dem Mauerfall wurde der Bahnhof Papestraße als Fernbahnhof vorgesehen. Im Zuge des Ausbaus des neuen Bahnknotens Berlin wurden auch die alten Nord-Süd-Verbindungen wieder aufgebaut, über die in nahezu gerader Linie von Berlin nach Dresden (Dresdener Bahn) und Leipzig (Anhalter Bahn) gefahren werden kann. Dafür wurde bei der Entscheidung für das Pilzkonzept auf den Wiederaufbau gleich mehrerer anderer Strecken verzichtet, wie auf die Elektrifizierung der Fernbahngleise auf der Berliner Ringbahn.
Im Herbst 1995 war der Baubeginn im gleichen Jahr und die Fertigstellung für 2002 vorgesehen. Prognosen gingen von 79.000 Ein-, Aus- und Umsteigern im Fern-, Regional- und S-Bahn-Verkehr je Werktag an der Station aus.
Der Bahnhof erhielt 1996 die damals größte Betonplatte, die in einem Stück gegossen wurde. Sie liegt über der nahegelegenen Stadtautobahn, unter einem Teil des alten Vorortbahnsteigs. Dadurch wurde es möglich, die Autobahn unter der Bahntrasse bereits fertigzustellen, bevor die genaue Lage der später zu bauenden Gleise bekannt war.
Im August 1998 schrieb die Deutsche Bahn einen Realisierungswettbewerb für die Umgestaltung des Bahnhofs aus. Unter 20 in die engere Auswahl genommenen Konzepten wurde am 20. April 1999 das Konzept des Architektenbüros Max Dudler als Sieger ausgewählt. Im Anschluss erfolgte eine Prüfung des Konzeptes auf Realisierbarkeit durch ein eisenbahnerfahrenes Ingenieurbüro, in Zusammenarbeit mit dem Sieger. Dem Wettbewerb lag ein Investitionsvolumen von 55 Millionen Mark zugrunde, bei einer geplanten Gesamtinvestition in den Bahnhof Papestraße von 640 Millionen Mark (kaufkraftbereinigt in heutiger Währung: rund 523,5 Millionen Euro).

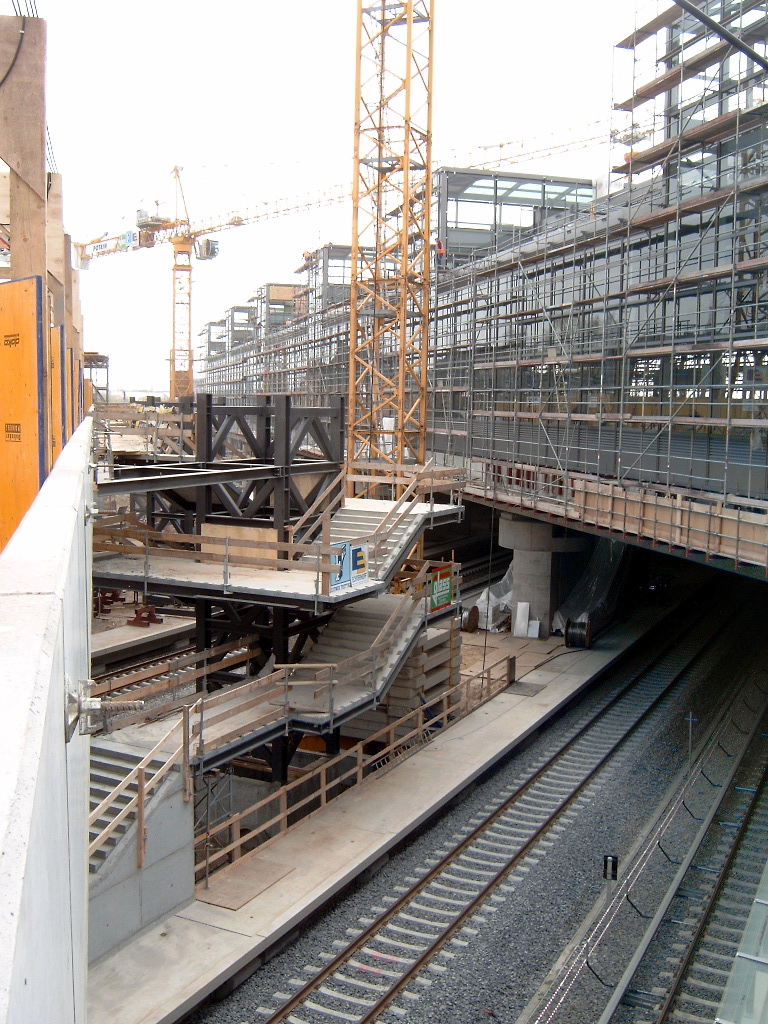
Ringbahnhalle und die Nord-Süd-Strecken auf der Nordostseite, April 2005

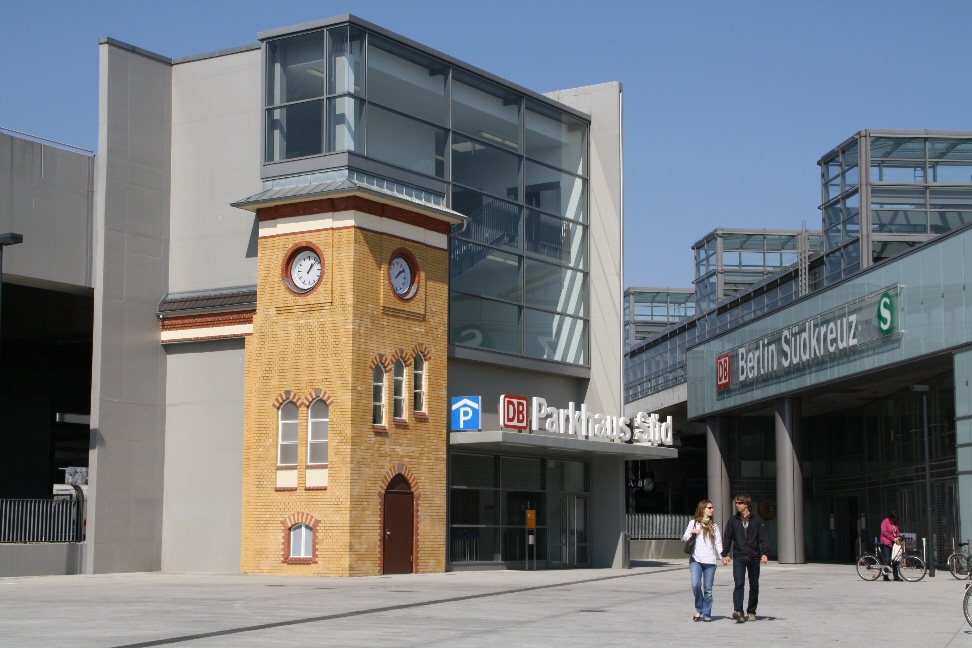
In das Parkhaus integrierter Uhrenturm des alten Bahnhofsgebäudes

Verzögerungen im Bauplan ergaben sich unter anderem durch Klagen der Anwohner an den alten, lange Zeit stillgelegten Nord-Süd-Trassen gegen deren Wiederinbetriebnahme, Finanzierungsprobleme und neue Prioritäten beim Bauherren und Missmanagement beim Berliner Senat; es wurden zuvor für dieses Projekt bereitgestellte Gelder nicht abgerufen.
Ende Juli 2000 kündigte die Deutsche Bahn an, den Bau des damals noch nicht begonnenen Kreuzungsbahnhofs zur Einsparung von Kosten bis auf Weiteres zurückzustellen. Im Sommer 2001 begannen die Arbeiten für zwei neue Brücken der Ring-Gütergleise für elf Millionen Euro. Die weiteren Bauarbeiten wurden letztlich im August 2003 aufgenommen. Um Platz für die drei vorgesehenen Fern- und Regionalbahnsteige zu schaffen, wurde die bestehende S-Bahn-Trasse im Bahnhofsbereich verlegt. Anfang Juli 2004 wurde die erste Bauphase mit der Verlegung der Nord-Süd-S-Bahn-Gleise abgeschlossen.

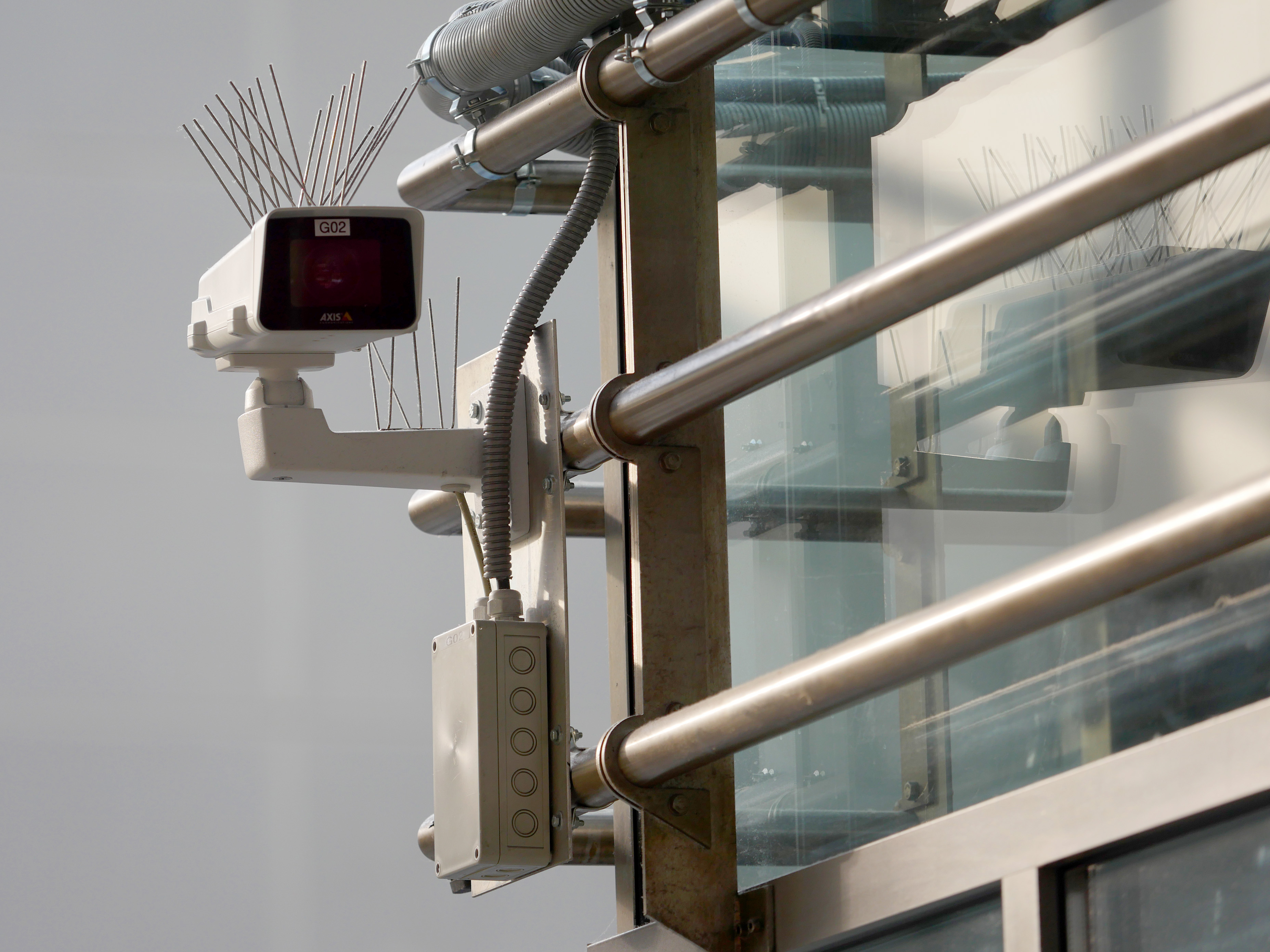
Überwachungskamera der Bundespolizei zur Gesichtserkennung hinter dem rechten Eingang der Westhalle

Der Ringbahnsteig wurde im Zuge der Umgestaltung um rund 200 Meter verlegt und auf einer 272 Meter lange Brücke oberhalb der Nord-Süd-Anlage als 183 Meter langer und 47 Meter breiter Bahnsteig neu errichtet. Am 4. April 2005 wurde der Betrieb in der Ringbahnhalle mit zunächst einem Gleis aufgenommen. Am 13. Juni 2005 folgte die feierliche vollständige Inbetriebnahme dieses Bahnhofsteils unter Beteiligung des damaligen Bahnchefs Hartmut Mehdorn.

### Nach der Neueröffnung
Der Betrieb im Fern- und Regionalverkehr wurde zum Fahrplanwechsel am 28. Mai 2006 aufgenommen. Dabei wurden täglich zunächst 50 Fern- und 76 Regionalzughalte angeboten. Die neuen Fernbahnsteige – Gleise 3 und 4 sowie 7 und 8 – wurden am 27. Mai 2006 dem Publikumsverkehr übergeben. Ein dritter Bahnsteig – Gleise 5 und 6 – wurde für den Fern- und Regionalverkehr zum Fahrplanwechsel im Dezember 2007 in Betrieb gesetzt, um bei Störungen im Nord-Süd-Tunnel Reserven zu haben. Der Bahnsteig für die S-Bahn – Gleise 1 und 2 – ging früher in Betrieb.
Der Bundesrechnungshof kritisierte 2007, dass das Bundesministerium für Verkehr, Bau und Stadtentwicklung den Bau der Bahnhofsvorplätze am Südkreuz mit 5,9 Millionen Euro ohne Rechtsgrundlage finanzierte.
Seit Januar 2015 erfolgt am Ringbahnsteig der S-Bahn die Zugabfertigung durch den Triebfahrzeugführer mittels Führerraum-Monitor (ZAT-FM). Im August 2017 folgte der untere S-Bahnsteig.
Die Bundespolizei führte von August 2017 bis Januar 2018 ein Pilotprojekt zur Gesichtserkennung durch, bei dem in der Westhalle des Bahnhofs durch eine Videoüberwachung mit drei Kameras die Anwesenheiten von 300 freiwilligen Testpersonen festgestellt werden soll.
Im Dezember 2019 wurde die Achse Berlin-Spandau Ost/Berlin-Gesundbrunnen–Berlin Hbf–Berlin Südkreuz–Großbeeren Süd zum überlasteten Schienenweg erklärt. Im Oktober 2020 legte DB Netz einen Plan zur Erhöhung der Schienenwegkapazität vor. Infolgedessen sollen u. a. bis 2025 an den Gleisen 5, 6 und 8 zusätzliche Durchrutschwege eingerichtet werden. Darüber hinaus werden Gleisteilungen für Doppelbelegungen, zusätzliche Weichen im Nordkopf sowie eine Abstellanlage in der Nähe der Bessemerstraße vorgeschlagen, die Umsetzung dieser Maßnahmen ist aber bisher nicht geplant.

Im Rahmen der Einbindung der Dresdner Bahn soll im Südkopf des Bahnhofs ein zusätzliches Stellwerk (ESTW-A) „Papestraße Süd“ bzw. „Südkreuz Süd “entstehen, für das 2023 eine Plangenehmigung erging. Im Rahmen der Einbindung der Dresdner Bahn sind auch geringfügige Geschwindigkeitserhöhungen geplant: Bei Ausfahrt aus den Gleisen 5 und 6 Richtung Leipzig darf zukünftig 0,4 km nach den Bahnsteigen auf 130 km/h beschleunigt werden. (Bislang sind 120 km/h zulässig.) Dafür soll der Abschnitt zwischen Berlin Südkreuz und Berlin Hauptbahnhof vom 24. Oktober bis 13. Dezember 2025 gesperrt werden. Der Bahnhof Südkreuz soll nur über die S-Bahn anfahrbar sein. Nach Fertigstellung der Dresdener Bahn soll der Flughafen-Express am Südkreuz halten.

## Umfeld

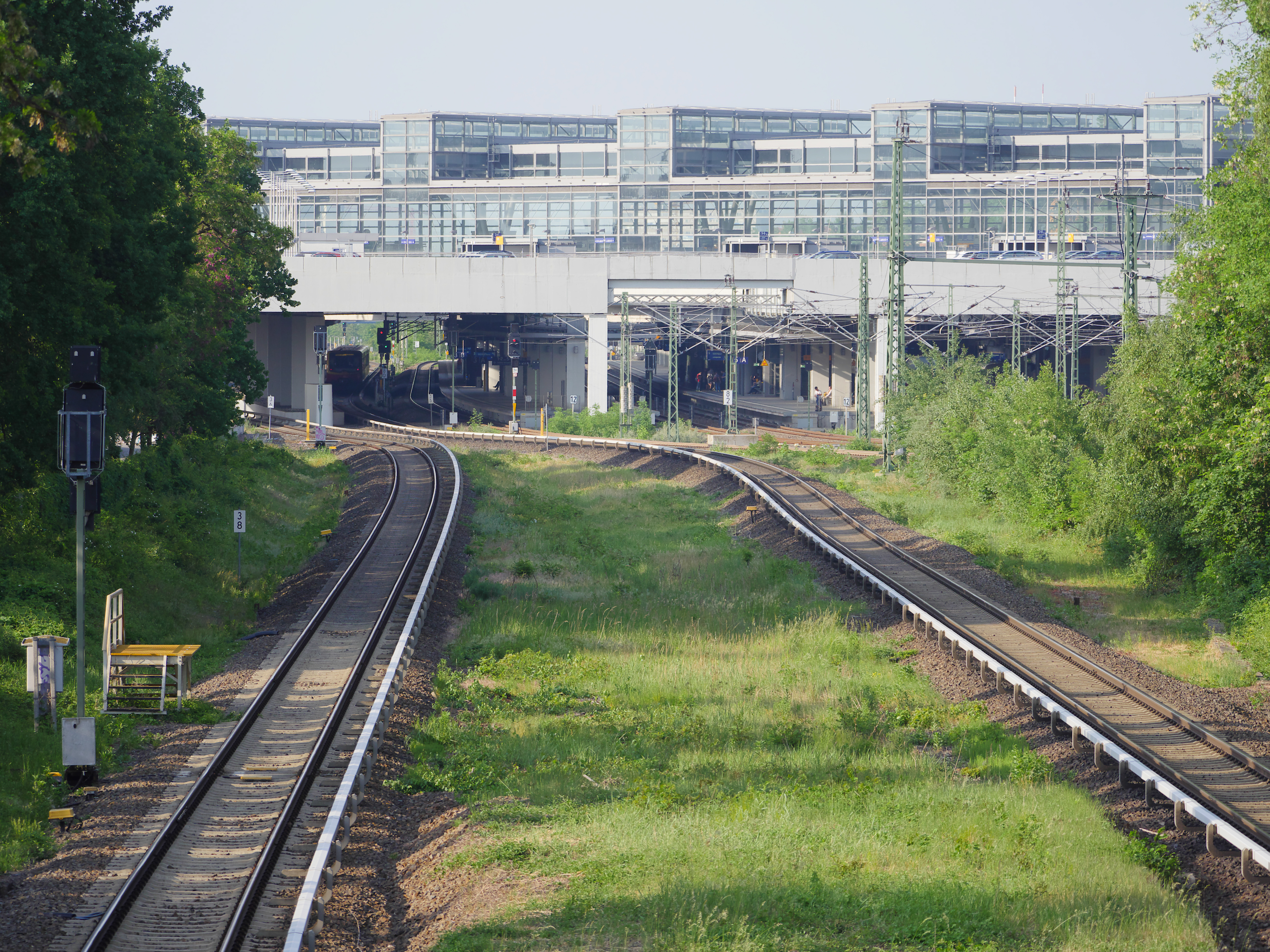
Bahnhof Südkreuz vom Naturpark Schöneberger Südgelände gesehen

Südlich des Bahnhofs befindet sich das Schöneberger Südgelände mit dem Naturpark Südgelände, der auf den Gleisanlagen des ehemaligen Rangierbahnhofs Berlin-Tempelhof errichtet worden ist.
Am 17. Dezember 2007 wurde der westliche Bahnhofsvorplatz nach der in Schöneberg aufgewachsenen Schauspielerin und Chansonsängerin Hildegard Knef benannt.
Der östliche Vorplatz wurde bis Ende April 2011 im Stil des westlichen Platzes ausgebaut. Dazu wurde die General-Pape-Straße verlegt. Der Platz wurde am 25. Mai 2011 nach der Widerstandskämpferin Erika von Brockdorff benannt.

## Anbindung
Vom Bahnhof verkehren regelmäßig Fernzüge in Richtung Süden nach Halle (Saale), Leipzig, Frankfurt (Main), München, Dresden, Prag, Wien, Budapest sowie in Richtung Norden nach Hamburg, Kiel, Westerland/Sylt, Ostseebad Binz und Rostock. Regional-Express-Züge verkehren nach Rathenow, Rostock, Schwedt/Oder, Stralsund, Lutherstadt Wittenberg, Falkenberg/Elster, Ludwigsfelde und Elsterwerda.

### Fernverkehr
| Linie  | Linienverlauf | Taktfrequenz |
| ------ | --- | --- |
| RJ 257 | Vindobona Graz Hbf – Wien Hbf – Brno hl.n. – Praha-Holešovice – Bad Schandau – Dresden Hbf – Elsterwerda – Doberlug-Kirchhain – Berlin Südkreuz – Berlin Hbf (– Berlin-Charlottenburg)                                              | 1 Zugpaar |
| ICE 8  | Berlin Gesundbrunnen – Berlin Hbf – Berlin Südkreuz – Halle – Erfurt – Nürnberg – München | zweistündlich                                                                                                   |
| ICE 11 | Berlin Gesundbrunnen – oder (Hamburg1 –) Berlin Hbf – Berlin Südkreuz – Leipzig – Erfurt Hbf – Frankfurt – Stuttgart – München | zweistündlich                                                                                                   |
| ICE 15 | Berlin Gesundbrunnen – Berlin Hbf – Berlin Südkreuz – Halle – Erfurt – Frankfurt (– Saarbrücken1, Stuttgart1 oder Darmstadt1) | zweistündlich (Sprinter)                                                                                        |
| ICE 18 | (Kiel1 –) Hamburg – Berlin-Spandau – Berlin Hbf – Berlin Südkreuz – Halle – Erfurt – Bamberg – Nürnberg – Ingolstadt/Augsburg2 – München                                                                                            | zweistündlich                                                                                                   |
| ICE 28 | Hamburg – oder (Binz1 – Stralsund1 –) Berlin Hbf – Berlin Südkreuz – Leipzig – Erfurt – Bamberg – Erlangen – Nürnberg – München | zweistündlich                                                                                                   |
| ICE 29 | Hamburg-Altona – Hamburg Hbf – Berlin-Spandau – Berlin Hbf – Berlin Südkreuz – Halle – Erfurt – Nürnberg – München | zweistündlich mit zwei Taktlücken (Sprinter)                                                                    |
| ICE 91 | Hamburg-Altona – Hamburg Hbf – Berlin-Spandau – Berlin Hbf – Berlin Südkreuz – Halle – Erfurt – Nürnberg – Regensburg – Passau – Linz – Wien                                                                                        | zwei Zugpaare                                                                                                   |
| IC 17  | Warnemünde – Rostock – Waren – Neustrelitz – Oranienburg – Berlin Gesundbrunnen – Berlin Hbf – Berlin Südkreuz – Flughafen BER – Doberlug-Kirchhain – Elsterwerda – Dresden-Neustadt – Dresden Hbf (– Freiberg (Sachs) – Chemnitz)3 | zweistündlich                                                                                                   |
| EC 27  | (Flensburg1, Kiel1 oder Westerland1 –) Hamburg – Berlin-Spandau – Berlin Hbf – Berlin Südkreuz – Dresden – Prag (– Budapest1 oder Wien1 – Graz1)                                                                                    | zweistündlich                                                                                                   |
| FLX 30 | Berlin Südkreuz – Berlin Hbf – Berlin-Spandau – Wolfsburg – Hannover – Bielefeld – Dortmund – Essen – Duisburg – Düsseldorf – Köln                                                                                                  | ein Zugpaar (FLIXTRAIN)                                                                                         |
| Anm.   | 1 = je ein Zugpaar 2 = Zug hält entweder in Ingolstadt oder in Augsburg und München-Pasing 3 = je zwei Zugpaare | 1 = je ein Zugpaar 2 = Zug hält entweder in Ingolstadt oder in Augsburg und München-Pasing 3 = je zwei Zugpaare |

### Regionalverkehr
| Linie               | Linienverlauf | Linienverlauf | Takt (min)                                                        | EVU                   |
| ------------------- | --- | --- | ----------------------------------------------------------------- | --------------------- |
| RE 3                | (Lutherstadt Wittenberg Hbf –) Jüterbog – Ludwigsfelde – Berlin Südkreuz – Eberswalde – Angermünde –                                          | Schwedt (Oder) | 120                                                               | DB Regio Nordost      |
| RE 3                | (Lutherstadt Wittenberg Hbf –) Jüterbog – Ludwigsfelde – Berlin Südkreuz – Eberswalde – Angermünde –                                          | Prenzlau – Greifswald – Stralsund Hbf | 120                                                               | DB Regio Nordost      |
| RE 4                | (Falkenberg (Elster) –) Jüterbog – Ludwigsfelde – Berlin Südkreuz – Berlin-Spandau – Dallgow-Döberitz – Wustermark – Rathenow (– Stendal Hbf) | (Falkenberg (Elster) –) Jüterbog – Ludwigsfelde – Berlin Südkreuz – Berlin-Spandau – Dallgow-Döberitz – Wustermark – Rathenow (– Stendal Hbf) | 60 Jüterbog–Rathenow (120 Falkenberg–Jüterbog / Rathenow–Stendal) | DB Regio Nordost      |
| RE 5                | Berlin Südkreuz – Berlin Potsdamer Platz – Berlin Gesundbrunnen – Oranienburg – Neustrelitz Hbf –                                             | Güstrow – Rostock Hbf | 120                                                               | DB Regio Nordost      |
| RE 5                | Berlin Südkreuz – Berlin Potsdamer Platz – Berlin Gesundbrunnen – Oranienburg – Neustrelitz Hbf –                                             | Neubrandenburg – Stralsund Hbf | 120                                                               | DB Regio Nordost      |
| RE 8S               | Berlin Hbf – Berlin Potsdamer Platz – Berlin Südkreuz – Wünsdorf-Waldstadt – Luckau-Uckro –                                                   | Doberlug-Kirchhain – Elsterwerda | 120                                                               | Ostdeutsche Eisenbahn |
| RE 8S               | Berlin Hbf – Berlin Potsdamer Platz – Berlin Südkreuz – Wünsdorf-Waldstadt – Luckau-Uckro –                                                   | Finsterwalde (Niederlausitz) | 120                                                               | Ostdeutsche Eisenbahn |
| RB 10               | Berlin Südkreuz – Berlin Potsdamer Platz – Berlin Hbf – Berlin Jungfernheide – Berlin-Spandau – Falkensee – Nauen                             | Berlin Südkreuz – Berlin Potsdamer Platz – Berlin Hbf – Berlin Jungfernheide – Berlin-Spandau – Falkensee – Nauen                             | 60                                                                | DB Regio Nordost      |
| RB 14               | Berlin Südkreuz – Berlin Potsdamer Platz – Berlin Hbf – Berlin Jungfernheide – Berlin-Spandau – Falkensee – Nauen                             | Berlin Südkreuz – Berlin Potsdamer Platz – Berlin Hbf – Berlin Jungfernheide – Berlin-Spandau – Falkensee – Nauen                             | 60                                                                | DB Regio Nordost      |
| Stand: 9. Juni 2024 | | |                                                                   |                       |

### S-Bahn
| Linie | Linienverlauf | Takt in der HVZ |
| ----- | --- | --------------- |
|       | Bernau – Bernau-Friedenstal – Zepernick – Röntgental – Buch – Karow – Blankenburg – Pankow-Heinersdorf – Pankow – Bornholmer Straße – Gesundbrunnen – Humboldthain – Nordbahnhof – Oranienburger Straße – Friedrichstraße – Brandenburger Tor – Potsdamer Platz – Anhalter Bahnhof – Yorckstraße – Südkreuz – Priesterweg – Attilastraße – Marienfelde – Buckower Chaussee – Schichauweg – Lichtenrade – Mahlow – Blankenfelde \|\| 10 min (Abschnitt Buch–Bernau; Lichtenrade–Blankenfelde 20 min) |                 |
|       | Hennigsdorf – Heiligensee – Schulzendorf – Tegel – Eichborndamm – Karl-Bonhoeffer-Nervenklinik – Alt-Reinickendorf – Schönholz – Wollankstraße – Bornholmer Straße – Gesundbrunnen – Humboldthain – Nordbahnhof – Oranienburger Straße – Friedrichstraße – Brandenburger Tor – Potsdamer Platz – Anhalter Bahnhof – Yorckstraße – Südkreuz – Priesterweg – Südende – Lankwitz – Lichterfelde Ost – Osdorfer Straße – Lichterfelde Süd – Teltow Stadt \|\| 20 min                                    |                 |
|       | Blankenburg – Pankow-Heinersdorf – Pankow – Bornholmer Straße – Gesundbrunnen – Humboldthain – Nordbahnhof – Oranienburger Straße – Friedrichstraße – Brandenburger Tor – Potsdamer Platz – Anhalter Bahnhof – Yorckstraße – Südkreuz – Priesterweg – Südende – Lankwitz – Lichterfelde Ost – Osdorfer Straße – Lichterfelde Süd – Teltow Stadt \|\| 20 min |                 |
| ↻ ↺   | Gesundbrunnen – Schönhauser Allee – Prenzlauer Allee – Greifswalder Straße – Landsberger Allee – Storkower Straße – Frankfurter Allee – Ostkreuz – Treptower Park – Sonnenallee – Neukölln – Hermannstraße – Tempelhof – Südkreuz – Schöneberg – Innsbrucker Platz – Bundesplatz – Heidelberger Platz – Hohenzollerndamm – Halensee – Westkreuz – Messe Nord/ZOB – Westend – Jungfernheide – Beusselstraße – Westhafen – Wedding – Gesundbrunnen \|\| 05 min                                        |                 |
|       | Südkreuz – Tempelhof – Hermannstraße – Neukölln – Köllnische Heide – Baumschulenweg – Schöneweide – Johannisthal – Adlershof – Altglienicke – Grünbergallee – Schönefeld (bei Berlin) – Waßmannsdorf – Flughafen BER \|\| 20 min |                 |
|       | Westend – Messe Nord/ZOB – Westkreuz – Halensee – Hohenzollerndamm – Heidelberger Platz – Bundesplatz – Innsbrucker Platz – Schöneberg – Südkreuz – Tempelhof – Hermannstraße – Neukölln – Köllnische Heide – Baumschulenweg – Schöneweide – Johannisthal – Adlershof – Grünau – Eichwalde – Zeuthen – Wildau – Königs Wusterhausen \|\| 20 min |                 |

### Nahverkehr
Auf dem westlichen Vorplatz halten die Buslinien M46, 106 und 204 der Berliner Verkehrsbetriebe. Außerdem gibt es hier Halteplätze für Fernbusse, einen Kiss&Ride-Parkplatz sowie Taxi-Stellplätze.
Eine weitere Vorfahrt mit Taxi-Stellplätzen befindet sich am östlichen Vorplatz. Dort besteht ein Zugang zu den Buslinien 184 und 248.